# Uniwersytet Bagdadzki
Uniwersytet Bagdadzki (arab.جامعة بغداد, Dżāmi‘at Baghdād) – państwowa uczelnia wyższa w Iraku, jedna z największych w świecie arabskim, założona w 1957 roku.

## Członkostwo w organizacjach międzynarodowych
Uniwersytet Bagdadzki jest członkiem m.in.  Międzynarodowego Stowarzyszenia Uniwersytetów (IAU), Stowarzyszenia Uniwersytetów Arabskich (AAU) oraz  Federacji Uniwersytetów Świata Islamu (FUIW).